# Пестовка (Завьяловский район)
Пестовка — деревня в Завьяловском районе Удмуртии, входит в Шабердинское сельское поселение.

## Географическое положение
Находится в лесах в 22 километрах к северо-западу от центра Ижевска, возле правого берега Пестовки. К деревне примыкает дачный посёлок Экспресс.

## Транспорт
Через деревню проходит железнодорожная линия «Ижевск — Балезино», в деревне находится остановочный пункт «Пестовка».
До выезда к ближайшей федеральной трассе Р243 «Кострома — Шарья — Киров — Пермь» от остановочного пункта через деревню Люкшудья на автомобиле потребуется преодолеть 9,99 км.

## Население
| 2010 | 2012 |
| ---- | ---- |
| 10   | ↗13  |